# Santuário da Senhora da Guia, Belinho
O Santuário da Senhora da Guia localiza-se na antiga freguesia de Belinho sendo o seu ex libris.
Situa-se no cimo de uma elevação com aproximadamente 150 metros. É constituído por vários terraços e pela Capela de Nossa Senhora da Guia, a quem o povo de Belinho tem uma grande devoção. 
A capela actual foi construída em substituição da primitiva capela, no ano de 1974 por iniciativa do Padre Manuel José da Costa Leal (1931-2005) que foi Abade de Belinho entre os anos 1969 e 2005, e pelo Sr. Manuel Martins de Abreu (1927-1991), que foi zelador da mesma Capela e Santuário.
Foi construída com a ajuda da população da freguesia, tendo a mesma sido benzida no dia 19 de Maio de 1974.
O escadório que conta com aproximadamente 400 degraus, foi a sua construção iniciada no ano de 1988, sendo este construído por canteiros naturais da freguesia de Belinho. 
Todos os anos no segundo Domingo de Maio, realiza-se neste Santuário a Peregrinação Arciprestal do Arciprestado de Esposende, que conta com a participação de todas as paróquias do concelho, que desde a Igreja Paroquial de Belinho sobem juntas, pela estrada até ao recinto do Santuário, com as suas próprias bandeiras-estandarte de Nossa Senhora e os seus paroquianos. São acompanhados no final pelo andor de Nossa Senhora da Guia. Esta peregrinação foi iniciada no ano de 2002.
No primeiro Domingo de Junho, realiza-se neste Santuário o tradicional e centenário Merendeiro da Catequese Paroquial de Belinho. 
É um local com vista para o Oceano Atlântico, e contém inúmeros monumentos: 
1. Aparição do Anjo;
2. Estátua de D. Nuno Álvares Pereira, que aqui segundo a história pediu ajuda divina para uma das suas batalhas;
3. Estátua do Padre Leal, obreiro deste santuário;
4. Monumento dos Pastorinhos de Fátima;
5. Penedo do Merendeiro;
6. Miradouro e Cruzeiro;
7. Arco do Jubileu 2000;
8. Fonte de São João Baptista;
9. Gruta de Nossa Senhora de Lourdes;
10. Gruta do Jóia-Monge, popularmente conhecida por Penedo do Cabreiro, que atualmente alberga a estátua do Senhor do Sono (Profeta Elias), nela habitou o ermita Jóia-Monge no século XIX;
11. Penedo de Santo António;
12. Monumento de São Cristóvão;
13. Monumento de Nossa Senhora dos Emigrantes;
14. Escadório e Capela do Encontro;
15. Estrada e Cruzes da Via Sacra;

O acesso ao Santuário pode ser feito pelo referido escadório, ou por uma estrada em alcatrão.